# Éric Tinchant
 (juin 2011).
Si vous disposez d'ouvrages ou d'articles de référence ou si vous connaissez des sites web de qualité traitant du thème abordé ici, merci de compléter l'article en donnant les références utiles à sa vérifiabilité et en les liant à la section « Notes et références ».
Éric Tinchant est un joueur français de volley-ball né le 18 mars 1991. Il mesure 1,95 m et joue central.

## Clubs
| Club          | De        | À |
| ------------- | --------- | - |
| Arago de Sète | 2010-2011 | … |

## Palmarès
Néant.